# Leonardo Cerri
Leonardo Cerri (Roma, Italia, 4 de marzo de 2003) es un futbolista italiano que juega como delantero en la Juventus Next Gen de la Serie C.

## Trayectoria
Nacido en Roma, Italia, comenzó su carrera juvenil jugando al fútbol sala en el Atlético Torrino, antes de fichar por el Lupa Roma F. C. en 2015. Después de un año pasó al Fondi Calcio y, en el verano de 2017, se incorporó al Delfino Pescara 1936. En la temporada 2018-19 marcó 14 goles con la selección sub-16 del Pescara; también jugó tres partidos con la sub-17 al final de la temporada, marcando un gol.
El 2 de julio de 2019 se incorporó a la Juventus de Turín en un traspaso por valor de 1.1 millones de euros, teniendo el Pescara el 50% de su futura venta. En la temporada 2019-20 jugó con el equipo sub-17 y marcó 12 goles en 17 partidos. En la 2020-21 fue trasladado a la sub-19, jugando en el Campionato Primavera 1.
El 24 de enero de 2021 marcó en su debut con la Juventus Next Gen -el equipo de reserva de la Juventus- en la Serie C, entrando como suplente y marcando el gol del empate en el partido contra el SSD Pro Sesto. También marcó un gol anulado en el minuto 90+5. Hizo tres apariciones más para la sub-23 en 2020-21, así como dos en la 2021-22. En la temporada 2021-22, marcó nueve goles en 27 partidos (13 de ellos como suplente) con la Juventus sub-19, contribuyendo además a alcanzar las semifinales, su mejor clasificación histórica en la competición.
El 6 de julio de 2022 firmó un nuevo contrato con la Juventus, después de que el anterior hubiera expirado seis días antes.

## Estilo de juego
Se le ha comparado con el exfutbolista italiano Luca Toni por sus movimientos, posición y altura. Con su 1.98, es un delantero alto y zurdo, cuyas principales características son su presencia física en el área y su capacidad de remate.

## Estadísticas

### Clubes
Actualizado al último partido disputado el 25 de febrero de 2024.
| Club                       | Div.          | Temporada     | Liga  | Liga  | Copas nacionales | Copas nacionales | Copas internacionales | Copas internacionales | Total | Total |
| Club                       | Div.          | Temporada     | Part. | Goles | Part.            | Goles            | Part.                 | Goles                 | Part. | Goles |
| -------------------------- | ------------- | ------------- | ----- | ----- | ---------------- | ---------------- | --------------------- | --------------------- | ----- | ----- |
| Juventus Next Gen · Italia | 3.ª           | 2020-21       | 4     | 1     | 0                | 0                | —                     | —                     | 4     | 1     |
| Juventus Next Gen · Italia | 3.ª           | 2021-22       | 2     | 0     | 0                | 0                | —                     | —                     | 2     | 0     |
| Juventus Next Gen · Italia | 3.ª           | 2022-23       | 17    | 3     | 3                | 1                | —                     | —                     | 20    | 4     |
| Juventus Next Gen · Italia | 3.ª           | 2023-24       | 22    | 5     | 1                | 0                | —                     | —                     | 23    | 5     |
| Juventus Next Gen · Italia | Total club    | Total club    | 45    | 9     | 4                | 1                | 0                     | 0                     | 49    | 10    |
| Juventus de Turín · Italia | 1.ª           | 2023-24       | 1     | 0     | 0                | 0                | 0                     | 0                     | 1     | 0     |
| Juventus de Turín · Italia | Total club    | Total club    | 1     | 0     | 0                | 0                | 0                     | 0                     | 1     | 0     |
| Total carrera              | Total carrera | Total carrera | 46    | 9     | 4                | 1                | 0                     | 0                     | 50    | 10    |